# Bromterephthalsäure
Bromterephthalsäure ist eine organisch-chemische Verbindung und gehört zu den aromatischen Benzoldicarbonsäuren. Bromterephthalsäure ist strukturell mit der Terephthalsäure verwandt und unterscheidet sich dadurch, dass ein Bromatom statt eines Wasserstoffatoms am Benzolring gebunden ist.

## Gewinnung und Darstellung
Bromterephthalsäure kann ausgehend von Terephthalsäure mit Kaliumbromat und Schwefelsäure hergestellt werden.
Die Verbindung ist kommerziell erhältlich.

## Verwendung
Bromterephthalsäure wird als Linker für die Synthese von Metall-organischen Gerüstverbindungen verwendet. Beispiel dafür sind IRMOF-2, UiO-66-Br oder MIL-53-Br. Bromterephthalsäure wird dabei als funktioneller Linker anstelle von Terephthalsäure eingesetzt, wodurch Bromgruppen in die Poren der Gerüststruktur eingebaut werden können. Die Bromgruppen können dafür verwendet werden, die Materialeigenschaften bei gleichbleibender Gerüststruktur zu verändern oder um post-synthetische Modifizierungen durchführen zu können.